# Weatherford (entreprise)
Weatherford est une compagnie para-pétrolière américaine. Son siège opérationnel se situe à Houston au Texas, et son siège social à Genève en Suisse depuis 2014 (le siège social était auparavant situé aux Bermudes).